# Milkshake (canção de Kelis)
"Milkshake" é uma canção da cantora americana Kelis, ele foi o primeiro single de seu terceiro álbum de estúdio, Tasty. A canção foi lançada nos Estados Unidos em 27 de agosto de 2003, pela Star Trak Entertainment e Arista Records, e internacionalmente em 24 de novembro no mesmo ano, Ele foi escrito e produzido por The Neptunes, um duo que tinha feito a maioria das canções Kelis no passado. De acordo com Kelis, "milkshake" na canção é usado como uma metáfora para "algo que torna as mulheres especiais". A canção é conhecida por seu refrão eufemística e baixa batida de R&B.
A canção alcançou a 3° posição no Billboard Hot 100, em Dezembro de 2003, tornando-se o melhor single dos gráficos de Kelis no país até hoje. Fora dos Estados Unidos, a canção liderou as paradas na República da Irlanda, e atingiu um pico dentro do top dez das paradas na Austrália, Nova Zelândia e Reino Unido. "Milkshake" foi disco de ouro nos Estados Unidos, onde vendeu 883.000 downloads pagos. A canção foi nomeada para um Grammy de Melhor Urbana/Performance Alternativa em 2004.

## Faixas
- Digital download

1. "Milkshake" – 3:05

- Digital Radio Mix[1]

1. "Milkshake" (Radio Mix) featuring Pharrell & Pusha T – 4:46
2. "Milkshake" (Instrumental) – 4:41

- EU Maxi CD single[2]

1. "Milkshake" – 3:05
2. "Milkshake" (X-Press 2 Tripple Thick Vocal Mix) – 9:30
3. "Milkshake" (DJ Zinc Remix) – 5:59
4. "Milkshake" (Freq Nasty's Hip Hall Mix) – 6:24
5. "Milkshake" (Tom Neville Mix) – 6:26
6. "Milkshake" (Music video) – 3:11

- EU Promo 12" Vinyl[3]

1. "Milkshake" – 3:05
2. "Milkshake" (Acapella) – 2:57
3. "Milkshake" (Instrumental) – 3:05

- US Promo 12" Vinyl[4]

1. "Milkshake" (X-Press 2 Remix) – 9:30
2. "Milkshake" (DJ Zinc Remix) – 5:59
3. "Milkshake" (Album Version Club Mix) – 3:06

- US 7" Vinyl[5]

1. "Milkshake" – 3:05
2. "Milkshake" (Instrumental) – 3:05